# 케이트 해링튼
케이트 해링튼(Kate Harrington, 1902년 12월 8일 ~ 1978년 11월 23일)은 미국의 배우, 텔레비전 배우, 영화배우이다.

## 영화
- 종합병원 (1971년)
- 레이첼 레이첼 (1968년)
- 형사 마디간 (1968년)
- 윈터타임 (1943년)